# Українсько-соломонські відносини
Українсько-соломонські відносини — відносини між Україною та Соломоновими Островами. 
Україна та Соломонові Острови встановили дипломатичні 27 вересня 2011 року.
Інтереси громадян України на Соломонових Островах захищає Посольство України в Австралії.

## Історія
Соломонові острови підтримали резолюцію ГА ООН «Територіальна цілісність України» від 27.03.2014 р., також підтримали резолюції "Ситуація з правами людини в АРК" у 2016-2018 рр. (2019 та 2020 рр. – не були присутні, 2021 р. – утримались) та резолюцію "Проблема мілітаризації АРК" у 2018 р. (2019 р. – утримались, 2020 та 2021 рр. - не голосували).
Після початку повномасштабної збройної агресії Росії Соломонові острови підтримали більшість українських резолюцій в ГА ООН, а також приєднались до колективних заяв Форуму тихоокеанських островів щодо ситуації в Україні, які містили засудження вторгнення Росії та порушення суверенітету і територіальної цілісності України, заклик до РФ припинити спробу незаконної анексії українських територій, забезпечити деескалацію ситуації та вивести російські війська за лінію міжнародно визнаних кордонів України.

## Торгівля
За даними Державної митної служби України, за 2022 рік обсяг двосторонньої торгівлі склав 17 тис. дол. США (український імпорт).